# ۳۸۱ (قمری)
۳۸۱ (قمری)، سیصد و هشتاد و یکمین سال در گاهشماری هجری قمری است. اول محرم این سال برابر با بیست و پنجم مارس سال ۹۹۱ میلادی است.

## درگذشتگان
- شیخ صدوق فقیه شیعه

## وابسته
- حمدانیان